# Neferu III
Đối với những vương hậu cùng tên, xem thêm Neferu I và Neferu II.
Neferu III ("Sắc đẹp") là một công chúa, đồng thời là một vương hậu sống vào thời kỳ Vương triều thứ 12 trong lịch sử Ai Cập cổ đại.

## Thân thế
Neferu III là con gái của pharaon Amenemhat I, dựa vào những dòng chữ trên một ngôi mộ dành riêng cho bà tại khu phức hợp Kim tự tháp Amenemhat I; tuy nhiên Neferu lại không được chôn tại đó. Neferu sau đó đã kết hôn với chính người anh em của mình, pharaon Senusret I, là người duy nhất được biết đến của ngài. Bà đã sinh ra pharaon kế nhiệm Amenemhat II. Bà cũng được nhắc đến với tư cách là vợ của Senusret I qua Câu chuyện của Sinuhe.
Tại phức hợp Kim tự tháp Senusret I, nhà vua cũng đã dành cho bà một kim tự tháp nhỏ, nhưng nó lại chưa từng được sử dụng làm nơi chôn cất. Cũng có thể, Neferu được chôn đâu đó ở Dahshur, gần khu phức hợp của con trai bà.
Neferu nhận các danh hiệu: "Con gái của Vua", "Vợ của Vua", "Mẹ của Vua".